# 类芦属
类芦属（学名：Neyraudia）是禾本科下的一个属，为多年生、高大草本植物。该属共有约3种，分布于东半球的热带与亚热带地区。